# پورانبکا (استان سیلسیان)
پورانبکا (به لهستانی:  Porąbka) یک روستا در لهستان است که در گمینا پورانبکا واقع شده‌است. پورانبکا ۳٬۸۵۲ نفر جمعیت دارد.

## نگارخانه

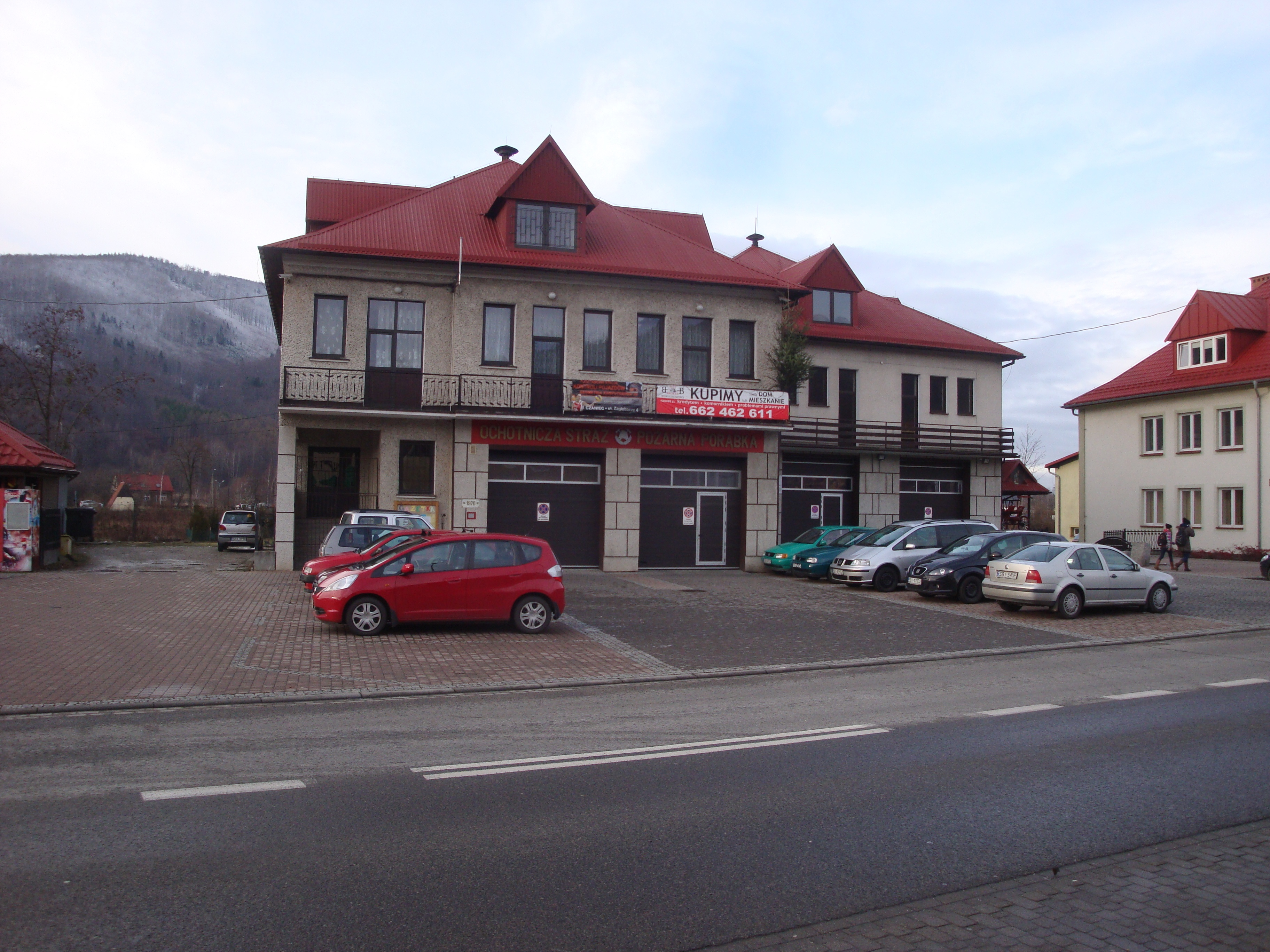
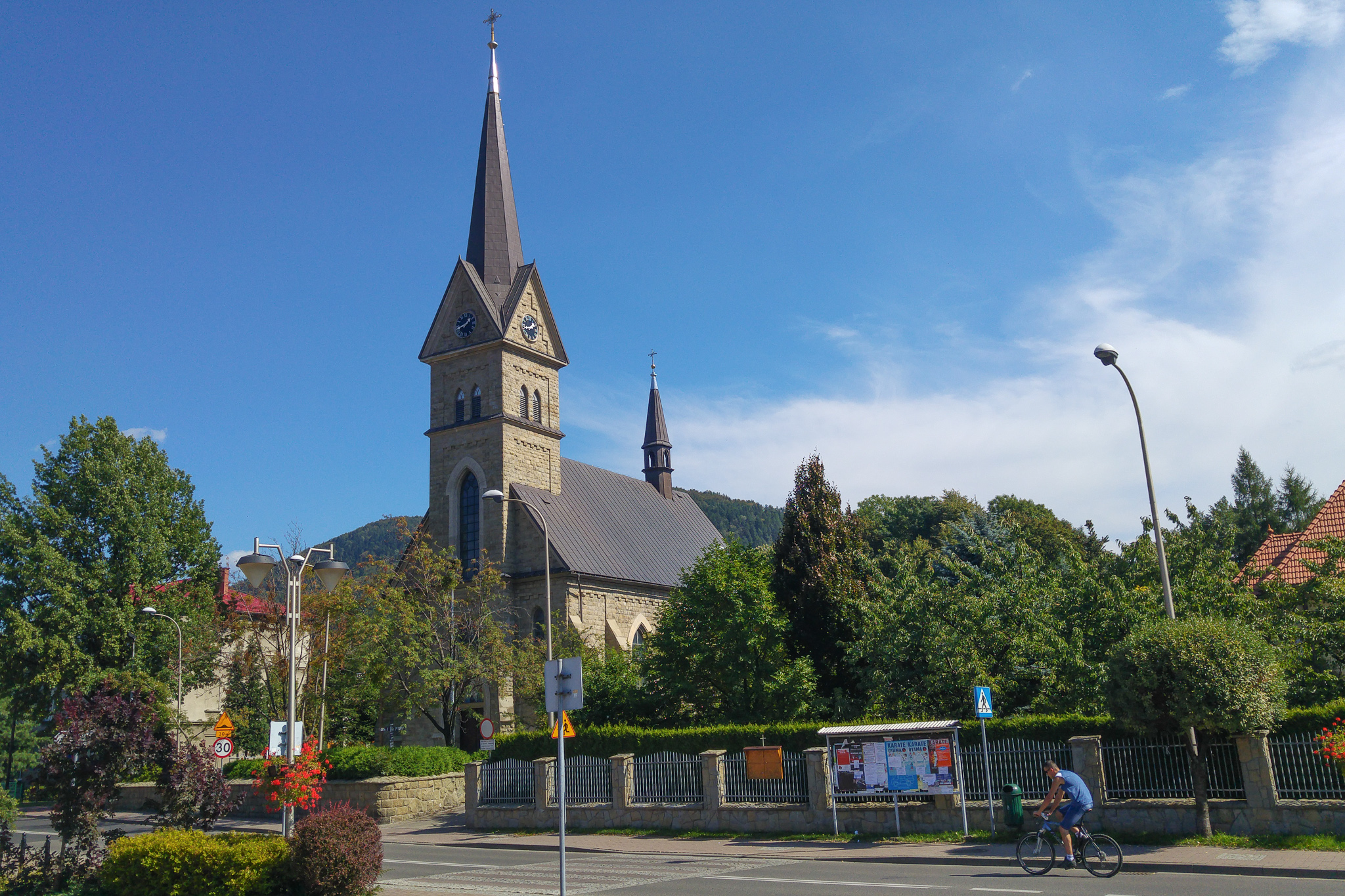